# Limo (film)
 (septembre 2016).
Si vous disposez d'ouvrages ou d'articles de référence ou si vous connaissez des sites web de qualité traitant du thème abordé ici, merci de compléter l'article en donnant les références utiles à sa vérifiabilité et en les liant à la section « Notes et références ».
Pour les articles homonymes, voir Limo.
Limo est un film d'aventure belge réalisé par Guy Goossens sorti en 2009.

## Synopsis
Anouk vient d'hériter de la maison du professeur Ploffermans. Elle part donc visiter les lieux accompagnée de Fleur, Meike et Monique. Mais sur le chemin, nos aventuriers découvrent un village où tous les habitants dorment profondément...

## Fiche technique
- Titre original : Limo
- Titre français : Lemo
- Réalisation : Guy Goossens
- Scénario : Marc Punt
- Musique : Tuomas Kantelinen
- Producteurs : Marc Punt et Guy Goossens
- Producteurs exécutifs : Peter Welter Soler et Irina Kotcheva
- Photographie : Gerd Schelfhout
- Montage : Alain Dessauvage et Philippe Ravoet
- Direction artistique : Kes Bonnet
- Costumes : Vyarka Sirkova
- Genre : Film d'aventure
- Pays :  Belgique
- Langue : Néerlandais
- Date de sortie :
  -  Belgique : 1er avril 2009
  -  Pays-Bas : 8 avril 2009

## Distribution
- Anouk van Schie : Anouk
- Jan Decleir : Professeur Ploffermans
- Jack Wouterse : Dominee
- Monique de Waal : Monique
- Fleur Minjon : Fleur
- Meike Hurts : Meike
- Inge Ipenburg : Inge Ribbel
- Manuel Broekman : Simon
- Maya Van den Broecke : Isla
- Jaap Spijkers : Notaris
- Naomi van Es : Sita